# Epineuro
O epineuro é a camada mais externa do tecido conjuntivo que rodeia um nervo periférico. É formado por tecido conjuntivo denso e irregular e normalmente contém múltiplos fascículos nervosos assim como vasos sanguíneos que irrigam o nervo. Pequenos ramos destes vasos penetram no perineuro.
O epineuro é formado quando o nervo espinhal sai do canal vertebral através do buraco intervertebral, onde 2 camadas das meninges espinhais invaginam o nervo - a aracnoide e a dura - formando uma "manga dural" que é o epineuro.

## Ligações Externas
- Diagrama em Howard